# Baymax – Riesiges Robowabohu
Baymax – Riesiges Robowabohu (Originaltitel: Big Hero 6) ist ein US-amerikanischer Computeranimationsfilm von Walt Disney Pictures. Disneys 54. Animationsfilm startete am 7. November 2014 in den US-Kinos, der Filmstart in Deutschland war der 22. Januar 2015. Der Film basiert lose auf der Comic-Serie Big Hero 6 von Marvel Comics, welche seit 2009 ebenfalls zum Disney-Konzern gehören. Die Regie führten Don Hall und Chris Williams.

## Handlung
Hiro Hamada ist ein 14-jähriger Junge, der in der futuristischen Stadt San Fransokyo, einer Mischung aus San Francisco und Tokio (engl. Tokyo), lebt und seine Zeit für illegale Bot-Kämpfe aufbringt. Sein älterer Bruder Tadashi, der es nicht gut findet, dass Hiro sein Potenzial so verschwendet, nimmt ihn zu seiner technischen Universität in sein Labor mit. Dort lernt Hiro Tadashis Freunde kennen, Gogo Tomago, Wasabi, Honey Lemon und Fred sowie den Roboter Baymax, einen persönlichen Gesundheitsbegleiter, den Tadashi entwickelt hat. Erstaunt über die Forschung entscheidet sich Hiro, auf diese Hochschule zu gehen. Er präsentiert sein Projekt „Microbots“, einen Schwarm von kleinen Robotern, die durch einen sogenannten neurocranialen Transmitter gesteuert werden. Professor Callaghan, der Kopf des Programms, ist beeindruckt und nimmt Hiro in sein Programm mit auf. Alistair Krei, der Präsident von Krei Tech, einer großen Firma, die sich mit Robotern beschäftigt, versucht, Hiro die Microbots abzukaufen. Callaghan warnt Hiro davor, Krei zu vertrauen. Als im Laufe des Abends ein Feuer in der Universität ausbricht, rennt Tadashi zurück in das Gebäude, um Callaghan zu retten. Das Gebäude explodiert kurz darauf und es scheint, dass beide getötet werden. Wegen des Verlustes seines Bruders wendet sich Hiro sowohl von seinen neu gefundenen Freunden ab als auch von seinem ursprünglichen Plan, auf die Universität zu gehen.
Eines Tages aktiviert Hiro aus Versehen Baymax, der schließlich einem von Hiros Microbots zu einem geheimen Lager folgt. Dort entdecken sie, dass jemand Hiros Microbots in Massen produziert. Daraufhin werden sie von einem maskierten Mann angegriffen, der die Microbots kontrolliert. Die Erkenntnis, dass dieser Mann sein Projekt gestohlen hat, motiviert Hiro. So beschließt er, den Maskierten zu fangen, und rüstet Baymax mit einem Kampfanzug sowie einem Kampfchip mit Karateprogrammen aus. Nachdem der maskierte Mann Hiro, Baymax, Gogo, Wasabi, Honey Lemon und Fred angegriffen hat, suchen sie in Freds Elternhaus Zuflucht. Fred glaubt, dass der maskierte Mann Alistair Krei ist und dass dieser die Bots gestohlen hat. Hiro gestaltet Superheldenanzüge für sich und seine Freunde, die somit ein Superheldenteam bilden. Durch eine Weiterentwicklung von Baymax’ Scan kann Hiro den maskierten Mann auf einer abgelegenen Insel orten.
Als sie auf der Insel angekommen sind, entdecken sie ein altes Krei-Labor für Teleportationsversuche. Der Test der Teleportation ging schief, als eine Test-Pilotin in ein instabiles Portal geriet. Der maskierte Mann entpuppt sich nun nicht als Krei, sondern als Professor Callaghan, der mit Hiros gestohlenen Bots im Feuer überleben konnte. Die Erkenntnis, dass Tadashi ohne Grund gestorben ist, veranlasst Hiro, wütend den Gesundheitschip von Baymax zu entfernen und nur den Kampfchip zu belassen. Er befiehlt Baymax, Callaghan zu töten. Baymax versucht dies, bis Honey den Gesundheitschip wieder in Baymax einsetzt. Hiro wird von seinen Freunden ausgebremst und darauf hingewiesen, dass der Plan nur vorsah, den maskierten Mann zu fangen, nicht aber ihn zu töten. Erzürnt über seine Freunde geht Hiro nach Hause und bricht zusammen. Baymax fragt ihn, ob er sich besser fühlen würde, wenn sie Callaghan töteten. Um Hiros Verlust zu mildern, spielt Baymax frühere Aufnahmen von Tadashi aus der Testphase von Baymax ab. Hiro erkennt, dass Callaghan zu töten nicht das wäre, was Tadashi gewollt hätte, und versöhnt sich mit seinen Freunden.
Die Gruppe entdeckt, dass die Testpilotin Callaghans Tochter Abigail war. Callaghan möchte an Krei Rache nehmen für ihren Tod. Er versucht Krei Tech sowie Krei selbst durch die Wiederherstellung des Teleportationsportals zu zerstören. Das Team vereitelt den Plan durch die Zerstörung der Microbots, doch das Portal ist immer noch aktiv. Baymax bemerkt Lebenszeichen von Abigail, weswegen er und Hiro in das Portal hineinfliegen, um sie zu retten. Auf dem Weg nach draußen erleidet Baymax’ Kampfrüstung einen Defekt. Der einzige Weg, Hiro und Abigail zu retten, besteht darin, sie mit seiner Raketenfaust aus dem Portal herauszuschießen. Hiro will ihn nicht zurücklassen, doch Baymax überredet Hiro, sodass er ihn unter Tränen abschaltet. Hiro und Abigail fliegen zurück, während Callaghan verhaftet wird.
Wenig später entdeckt Hiro Baymax’ Gesundheitschip in seiner Raketenfaust, auf dem seine ganzen Erinnerungen und seine Persönlichkeit gespeichert sind. Daraufhin entwickelt Hiro Baymax erneut. Die sechs Freunde setzen ihre Aufgaben in der Stadt fort und erfüllen so Tadashis Traum, Leuten in Not zu helfen. In einer Szene nach dem Abspann öffnet Fred ungewollt eine geheime Tür in seinem Haus und findet ein Superheldenversteck. Sein Vater, ein ehemaliger Superheld, umarmt Fred und sagt, dass sie viel nachzuholen haben.

## Roman
- 2014: Irene Trimble: Big Hero 6 – The Junior Novelization, RH/Disney; DGS edition, ISBN 978-0-7364-3188-0

## Synchronisation
Die Synchronarbeiten fanden bei der FFS Film- & Fernseh-Synchron GmbH in Berlin statt. Axel Malzacher schrieb das Dialogbuch und führte die Synchronregie.
| Rolle             | Originalsprecher  | Deutsche Sprecher     |
| ----------------- | ----------------- | --------------------- |
| Hiro Hamada       | Ryan Potter       | Amadeus Strobl        |
| Baymax            | Scott Adsit       | Bastian Pastewka      |
| Fred              | T. J. Miller      | Andreas Bourani       |
| GoGo Tomago       | Jamie Chung       | Nora Huetz            |
| Wasabi            | Damon Wayans, Jr. | Daniel Zillmann       |
| Honey Lemon       | Génesis Rodríguez | Maria Hönig           |
| Robert Callaghan  | James Cromwell    | Ronald Nitschke       |
| Tadashi Hamada    | Daniel Henney     | Daniel Fehlow         |
| Cass Hamada       | Maya Rudolph      | Vera Teltz            |
| Alistair Krei     | Alan Tudyk        | Peter Flechtner       |
| Abigail Callaghan | Katie Lowes       | Christina Ann Zalamea |
| Freds Vater       | Stan Lee          | Peter Groeger         |

## Rezeption
Die Kritiken zu dem Animationsfilm fielen größtenteils positiv aus.
Eva Thöne schreibt bei Spiegel Online: „Dass Disney die Charaktere weicher zeichnet als im Original, ist völlig okay – Baymax will ja kein Nischenprodukt für eingefleischte Action-Fans sein, sondern ein Film für die ganze Familie. […] [Baymax] funktioniert […]. Das liegt vor allem an den vielleicht zu soft, aber eben auch fein gezeichneten Hauptcharakteren.“
Auch bei Rotten Tomatoes (mit 90 %) und IMDb (mit 7,8 von 10) sowie Metacritic (74/100) wurde der Film positiv bewertet.
Frank Arnold von epd Film vergab 4 von 5 Sternen. Er lobte die Verbindung von Traditionen des Animationsfilms aus „Ost und West, amerikanischen Superhelden und japanische[m] Manga.“ Trotz der doch klassischen Heldengeschichte beweise der Film Eigenständigkeit, „zumal in der Freundschaft zwischen Hiro und Baymax, die zwischen komischen Momenten und Ernsthaftigeit“ oszilliere.

## Trivia
Im Film werden Flugwindkraftanlagen, wie sie derzeit nur angedacht sind, bereits thematisiert und bebildert. Der Vater von Fred ähnelt Stan Lee und wird im englischen Original auch von ihm gesprochen.

## Fortsetzungen
Unter dem Originaltitel Big Hero 6: The Series wurde am 20. November 2017 auf Disney XD in den USA eine 24 Episoden umfassende Serienfortsetzung des Films erstausgestrahlt. Im Gegensatz zum Kinofilm wurde die Serie nicht in 3D animiert, sondern in 2D-Zeichentrick von Disney Television Animation produziert. Die Serie wurde von Mark McCorkle und Bob Schooley produziert und um eine zweite Staffel verlängert.
Die deutsche Erstausstrahlung der Serie findet seit dem 22. Oktober 2018 im Disney Channel unter dem Titel Baymax – Robowabohu in Serie statt.

## Auszeichnungen
Golden Globe Awards 2015
- Nominierung als Bester Animationsfilm

Annie Awards 2015
- Nominierungen:
  - Bester Animationsfilm
  - Beste Regie (Don Hall, Chris Williams)
  - Bestes Drehbuch (Robert L. Baird, Daniel Gerson & Jordan Roberts)
  - Bester Schnitt (Tim Mertens)
  - Bestes Storyboard (Marc E. Smith)
  - Bestes Charakter-Design (Shiyoon Kim, Jin Kim)
  - Beste Effekte (Michael Kaschalk, Peter DeMund, David Hutchins, Henrik Falt, John Kosnik)

Oscars 2015
- Auszeichnung als Bester Animationsfilm

Nickelodeon Kids’ Choice Awards 2015
- Auszeichnung als Lieblings-Animationsfilm